# Hiatus adducteur

Le hiatus adducteur est l'orifice visible dans la partie inférieure du muscle troisième adducteur.

Le hiatus adducteur (ou anneau du grand adducteur ou anneau du troisième adducteur) est l'orifice ostéo-fibreux situé au-dessus du genou entre le fémur et le muscle troisième adducteur.

## Structure
Le hiatus adducteur est de forme triangulaire. Il est limité par l'arcade fibreuse formée par le bord inférieur du faisceau moyen du muscle troisième adducteur et le bord latéral du tendon terminal du faisceau inférieur du muscle troisième adducteur. Cette arcade est fermée latéralement par le bord médial du fémur.
Il fait communiquer le canal fémoral avec la fosse poplitée. Il permet le passage des vaisseaux fémoraux (artère et veine fémorale) qui deviennent à ce niveau les vaisseaux poplités (artère et veine poplitée).

## Aspect clinique
Une fracture du fémur distal dans la zone d'insertion du muscle troisième adducteur peut s'accompagner d'une lésion de l'artère fémorale ou de l'artère poplitée et un défaut de vascularisation de la zone sous-jacente,,.